# Enrico Nigiotti
Enrico Nigiotti (* 11. Juni 1987 in Livorno) ist ein italienischer Popsänger und Songwriter.

## Werdegang
Nigiotti erregte 2008 die Aufmerksamkeit von Caterina Caselli, die ihn bei ihrem Label Sugar Music unter Vertrag nahm. Seine erste Single Addio entstand in Zusammenarbeit mit Michele Canova Iorfida und Elisa. 2009 bewarb er sich für die neunte Ausgabe der Castingshow Amici di Maria De Filippi und gelangte in die Finalphase. Als er zusammen mit seiner damaligen Freundin, der Tänzerin Elena D’Amario, vor der Ausscheidung stand, zog er sich aus dem Wettbewerb zurück. Nach der Veröffentlichung der ersten selbstbetitelten EP zog Nigiotti sich zunächst aus der Öffentlichkeit zurück.
Nach einer erfolglosen Teilnahme an einem von Mara Maionchi organisierten Musikwettbewerb gelang es dem Musiker 2012, über die Managerin Adele Di Palma einen neuen Plattenvertrag bei Universal zu bekommen. 2014 qualifizierte er sich für den Newcomer-Wettbewerb des Sanremo-Festivals 2015, wo er Qualcosa da decidere präsentierte und den dritten Platz erreichte. Im Anschluss erschien sein erstes, gleichnamiges Album, gefolgt von weiteren Singles und einer Reihe von Konzerten, unter anderem als Opening act von Gianna Nannini. 2016 hatte Nigiotti einen kurzen Auftritt als Schauspieler im Film Die Überglücklichen (La pazza gioia) von Paolo Virzì.
Erneut verschwand der Musiker für eine Weile von der Bildfläche, eine erneute Bewerbung für die Sanremo-Newcomer war erfolglos. Ende 2017 ging Nigiotti schließlich in der elften Staffel der Castingshow X Factor ins Rennen. Beim Sanremo-Festival 2019 präsentierte der Sänger Nonno Hollywood und erreichte den zehnten Platz.

## Diskografie

### Alben
| Jahr | Titel Musiklabel                                    | Höchstplatzierung, Gesamtwochen, AuszeichnungChartsChartplatzierungen (Jahr, Titel, Musiklabel, Platzierungen, Wochen, Auszeichnungen, Anmerkungen) | Anmerkungen |
| Jahr | Titel Musiklabel                                    | IT | Anmerkungen |
| ---- | --------------------------------------------------- | --- | --- |
| 2010 | Enrico Nigiotti Sugar                               | IT44 (4 Wo.)IT | EP |
| 2018 | Cenerentola / Cenerentola e altre storie Sony Music | IT15 Gold · (13 Wo.)IT | Erstveröffentlichung: 14. September 2018 Verkäufe: + 25.000; 2019 in neuer Version mit zwei zusätzlichen Liedern |
| 2020 | Nigio Columbia Records (SME)                        | IT23 (3 Wo.)IT | Erstveröffentlichung: 14. Februar 2020                                                                           |

Weitere Alben
- 2015: Qualcosa da decidere (Universal)

### Singles
| Jahr | Titel                                      | Höchstplatzierung, Gesamtwochen, AuszeichnungChartsChartplatzierungen (Jahr, Titel, Platzierungen, Wochen, Auszeichnungen, Anmerkungen) | Anmerkungen                                                                  |
| Jahr | Titel                                      | IT | Anmerkungen                                                                  |
| --- | ------------------------------------------ | --- | ---------------------------------------------------------------------------- |
| 2015 | Qualcosa da decidere                       | IT69 (2 Wo.)IT |                                                                              |
| 2018 | Complici Cenerentola                       | IT31 Gold · (4 Wo.)IT | Erstveröffentlichung: 24. August 2018 Verkäufe: + 25.000; mit Gianna Nannini |
| 2019 | Nonno Hollywood Cenerentola e altre storie | IT11 Gold · (7 Wo.)IT | Erstveröffentlichung: 6. Februar 2019 Verkäufe: + 25.000                     |
| 2020 | Baciami adesso Nigio                       | IT28 Gold · (4 Wo.)IT | Erstveröffentlichung: 6. Februar 2020 Verkäufe: + 50.000                     |
| 2024 | Tu sei per me –                            | IT91 (2 Wo.)IT | Erstveröffentlichung: 22. November 2024                                      |
| Folgende Lieder erschienen nicht als Single, wurden aber durch das Album zum Download und Streaming bereitgestellt und konnten somit eine Platzierung erlangen: |                                            | |                                                                              |
| |                                            | |                                                                              |
| 2024 | Sopra la stessa barca Tutta vita           | IT62 (1 Wo.)IT | Olly & Jvli feat. Enrico Nigiotti                                            |

Weitere Singles
- 2017: L’amore è – IT: ×2Doppelplatin  (100.000+)

## Belege
1. ↑  X Factor 2017: chi è Enrico Nigiotti, ex Amici e Sanremo. In: LetteraDonna.it. 29. September 2017, archiviert vom Original (nicht mehr online verfügbar) am 1. Oktober 2017; abgerufen am 1. Oktober 2017 (italienisch).  Info: Der Archivlink wurde automatisch eingesetzt und noch nicht geprüft. Bitte prüfe Original- und Archivlink gemäß Anleitung und entferne dann diesen Hinweis.
2. ↑  Alben von Enrico Nigiotti. In: Italiancharts.com. Hung Medien, abgerufen am 8. Oktober 2024.
3. 1 2 3 4  Certificazioni. FIMI, abgerufen am 8. Oktober 2024 (italienisch).
4. ↑  Archivio classifiche Top Singoli. FIMI, abgerufen am 8. Oktober 2024 (italienisch).

| Personendaten    | Personendaten                          |
| ---------------- | -------------------------------------- |
| NAME             | Nigiotti, Enrico                       |
| KURZBESCHREIBUNG | italienischer Popsänger und Songwriter |
| GEBURTSDATUM     | 11. Juni 1987                          |
| GEBURTSORT       | Livorno                                |